# سلمان أكبلت
سلمان أكبلت (بالتركية: Selman Akbulut)‏ عالم رياضيات تركي. وأستاذ بجامعة ولاية ميشيغان.
كان أستاذا بجامعة ولاية ميشيغان حتى 14 فبراير 2020 ، عندما تم إنهائه رسميا من جامعة ولاية ميشيغان على أساس التهم الرسمية الموجهة ضده بسبب إرسال رسائل البريد الإلكتروني مرارا وتكرارا دون مهاجمة الأفراد.